# Ainsworth (Washington)
Ainsworth az Amerikai Egyesült Államok északnyugati részén, Washington állam Franklin megyéjében fekvő egykori város; korábban a megye székhelye, ma Pasco része.
Az 1879-ben a Northern Pacific Railroad vasútvonala mentén létrejött település névadója John C. Ainsworth, az Oregon Steam Navigation Company igazgatója. Thomas Symons hadmérnök a következőket jegyezte fel a helységről:
Ainsworth Amerika egyik legkényelmetlenebb, legutálatosabb települése. Hiába kémleled az eget fákat vagy hasonlókat keresve. A nyarak nagyon melegek, az erős szelek pedig mindenhová hordják a homokot. Az erős napsütés és a homokviharok miatt állandóan pislogni és hunyorogni kell, a szemek pedig állandó gyötrelmeknek vannak kitéve, amelyek komolyabb problémákat is okozhatnak.
A Whitman megyéről 1883-ban leválasztott Franklin megye első székhelye Ainsworth lett. Az egykor itt élő kínai munkások a vasútnál és helyi vállalkozásoknál dolgoztak.
1884-ben elkészült a Kígyó-folyón átívelő híd. 1885-ben az épületek többségét Pascóba költöztették, és létrehozták a kínai negyedet. Az új megyeszékhely Pasco lett, amely idővel bekebelezte az egykori települést.

## Fordítás
- Ez a szócikk részben vagy egészben  az   Ainsworth, Washington című angol Wikipédia-szócikk ezen változatának fordításán alapul.  Az eredeti cikk szerkesztőit annak laptörténete sorolja fel. Ez a jelzés csupán a megfogalmazás eredetét és a szerzői jogokat jelzi, nem szolgál a cikkben szereplő információk forrásmegjelöléseként.